# Ilecha
La rivière Ilecha (en russe : Йлеша), Iliacha (en russe : Иляша) ou Bolchaïa Ilecha (en russe : Большая Илеша) est un cours d'eau de l'oblast d'Arkhangelsk, en Russie, et un affluent de la rive droite de la Pinega.
L'Ilecha est longue de 204 km et draine un bassin de 2 250 km2.